# スウェーデン放送交響楽団
スウェーデン放送交響楽団（スウェーデン語: Sveriges Radios Symfoniorkester, 英語: Swedish Radio Symphony Orchestra）は、スウェーデンのストックホルムに本拠を置くスウェーデン放送付属のオーケストラである。拠点はベルワルド・ホール。

## 概要
スウェーデン放送に所属していた複数のオーケストラを合併するかたちで、1965年に設立。前身の一つの放送管弦楽団（Radioorkestern）の指揮者には、ニルス・グレヴィリウス、トール・マンがいる。
歴代の指揮者としてセルジュ・チェリビダッケ、ヘルベルト・ブロムシュテット（現 名誉指揮者）、エサ＝ペッカ・サロネン、エフゲニー・スヴェトラーノフ、マンフレート・ホーネックらがいる。2006年からダニエル・ハーディングが音楽監督を務めている。
レコーディングとして、サロネン指揮でニールセン交響曲全集やダラピッコラ「囚われ人」などがあり、歴代指揮者陣のライヴ録音のリリースも続いている。

## 歴代首席指揮者・音楽監督
- セルジュ・チェリビダッケ (1965年 - 1971年、音楽監督）
- ヘルベルト・ブロムシュテット (1977年 - 1982年)
- エサ＝ペッカ・サロネン (1984年 - 1995年)
- エフゲニー・スヴェトラーノフ (1997年 - 1999年)
- マンフレート・ホーネック (2000年 - 2006年)
- ダニエル・ハーディング (2007年 - 2025年）

## 名誉指揮者
- ヘルベルト・ブロムシュテット
- ヴァレリー・ゲルギエフ
- カルロ・マリア・ジュリーニ